# Salzbergwerk Wieliczka

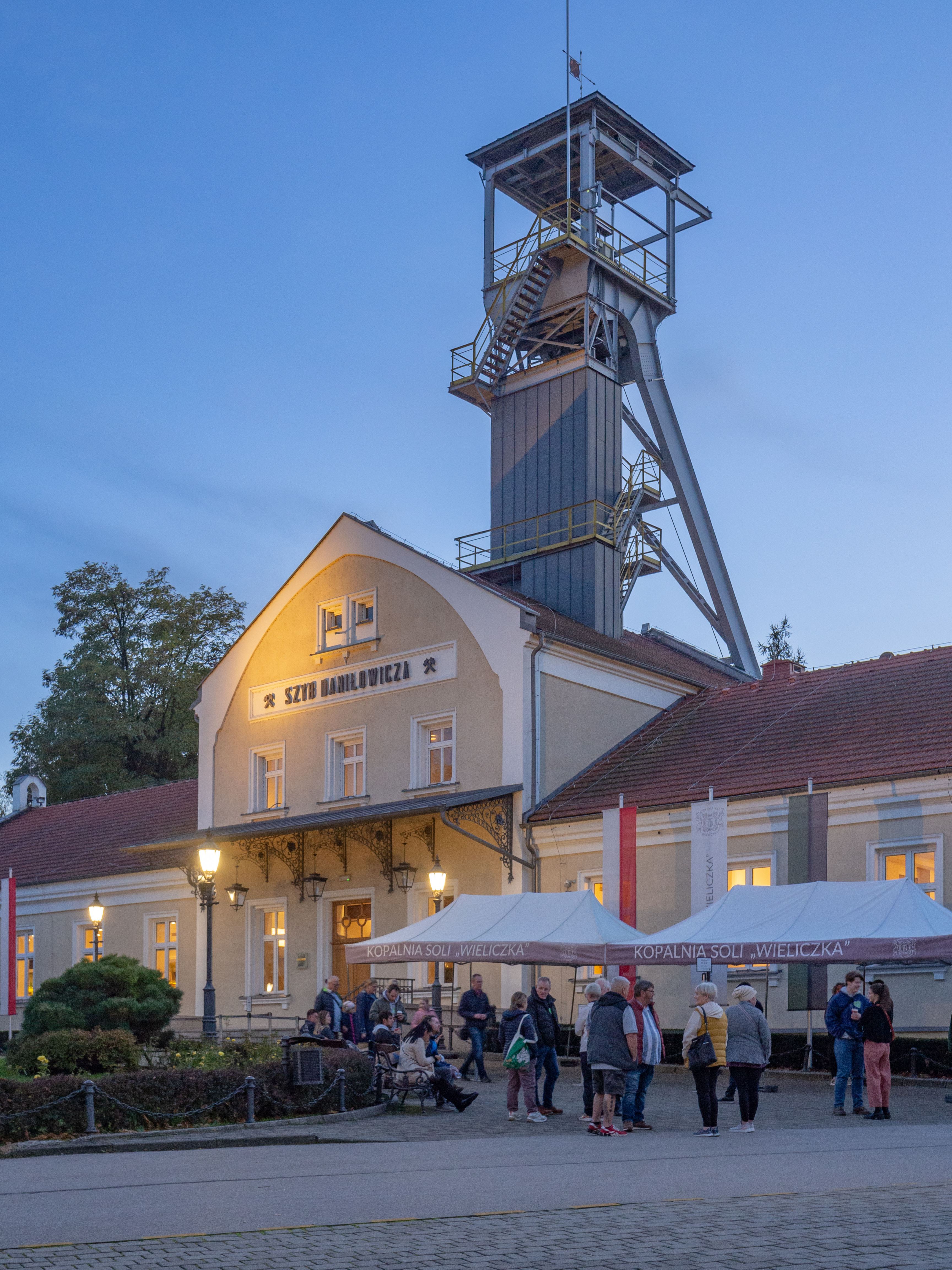
Förderturm des Salzbergwerks

Das Salzbergwerk Wieliczka in der südpolnischen Stadt Wieliczka (deutsch Groß Salze) ist eines der ältesten und bekanntesten Salzbergwerke der Welt. Zusammen mit dem Salzbergwerk Bochnia und dem Salzgrafenschloss Wieliczka bildet es das UNESCO-Weltkulturerbe Königliche Salzbergwerke Wieliczka und Bochnia.

## Geologie
Siehe → Geologie des UNESCO-Welterbes Königliche Salzbergwerke Wieliczka und Bochnia

## Geschichte

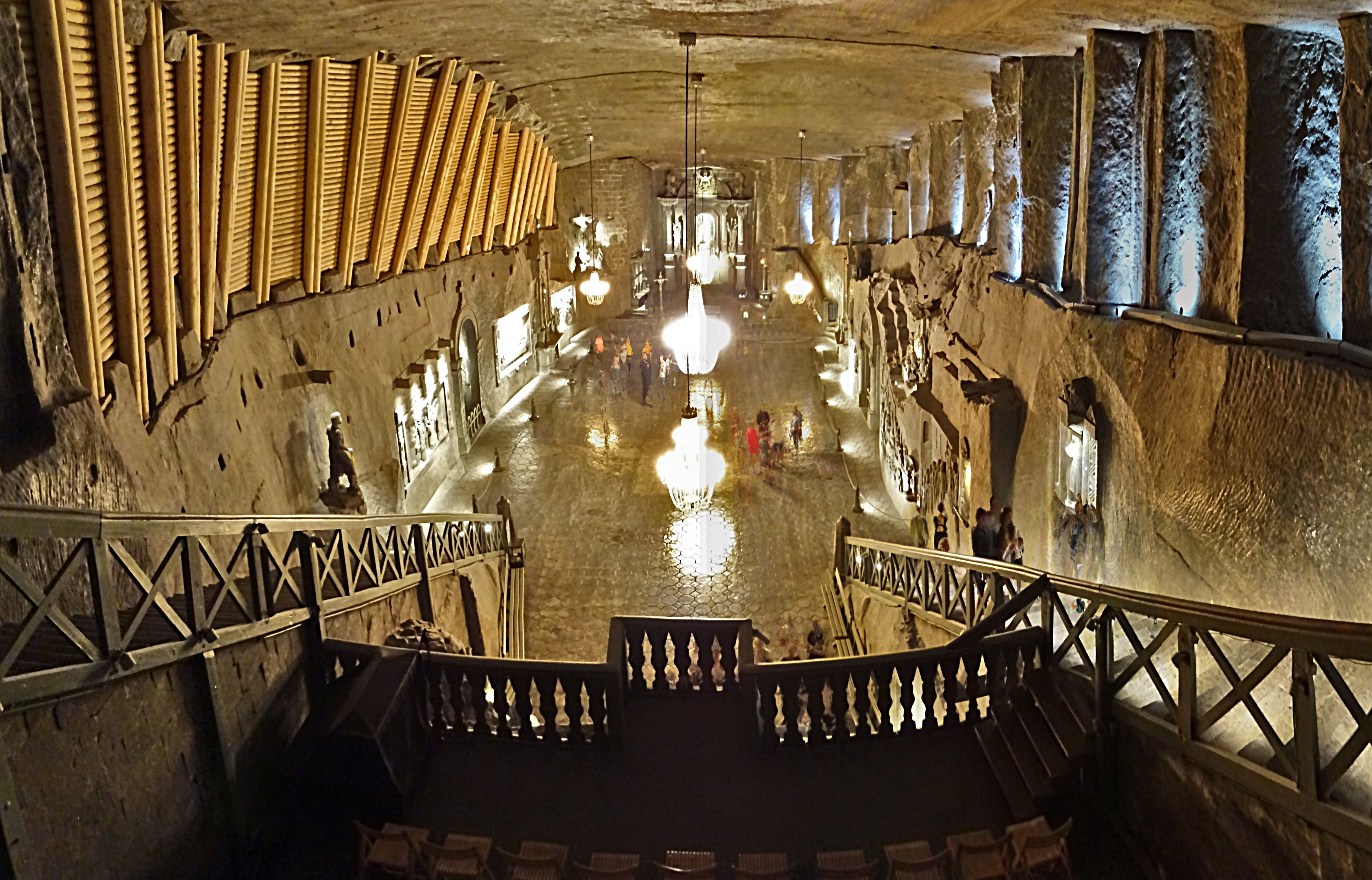
Kingakapelle auf der 2. Sohle (−96,5 m)

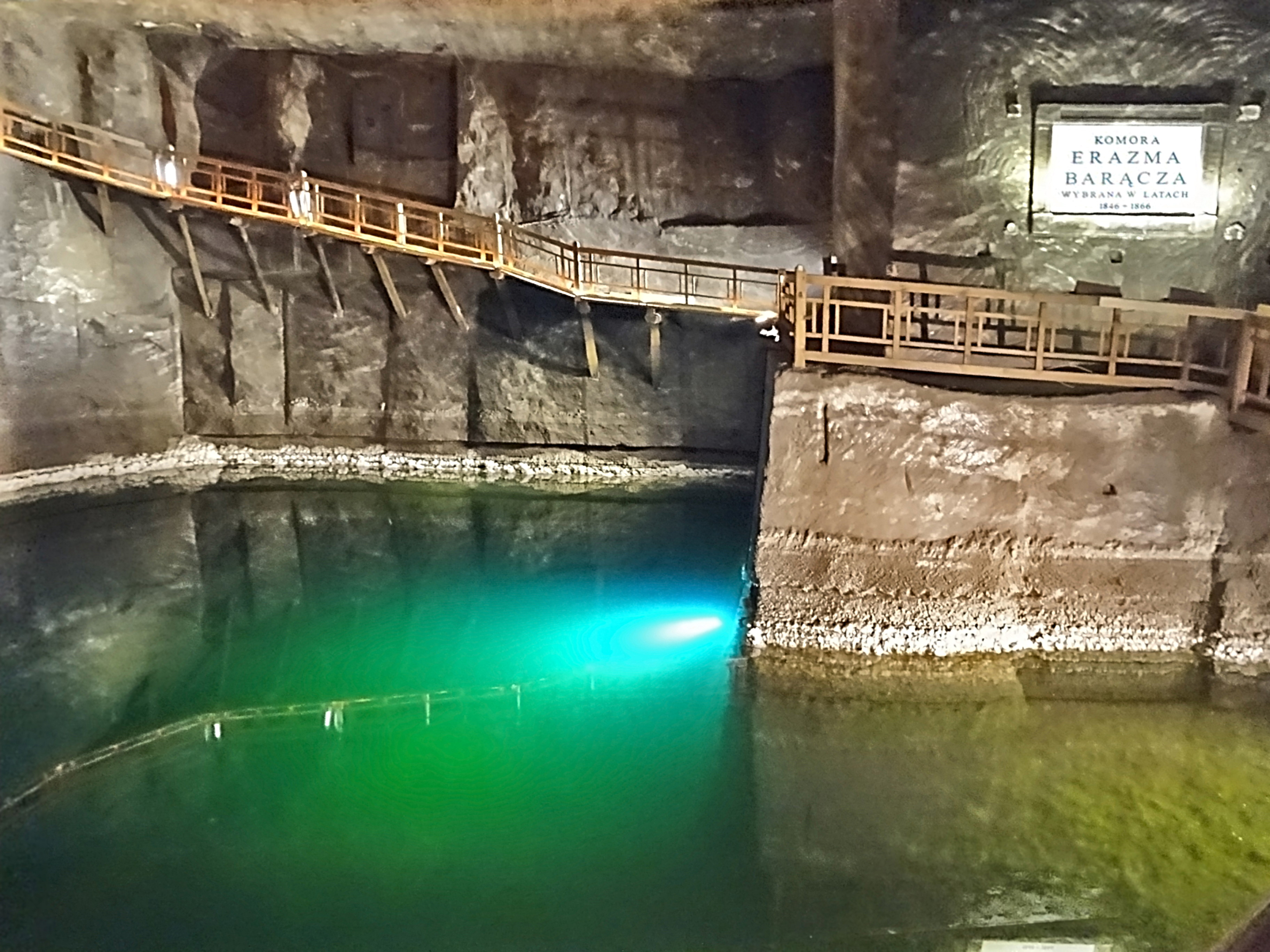
Unterirdischer Salzsee

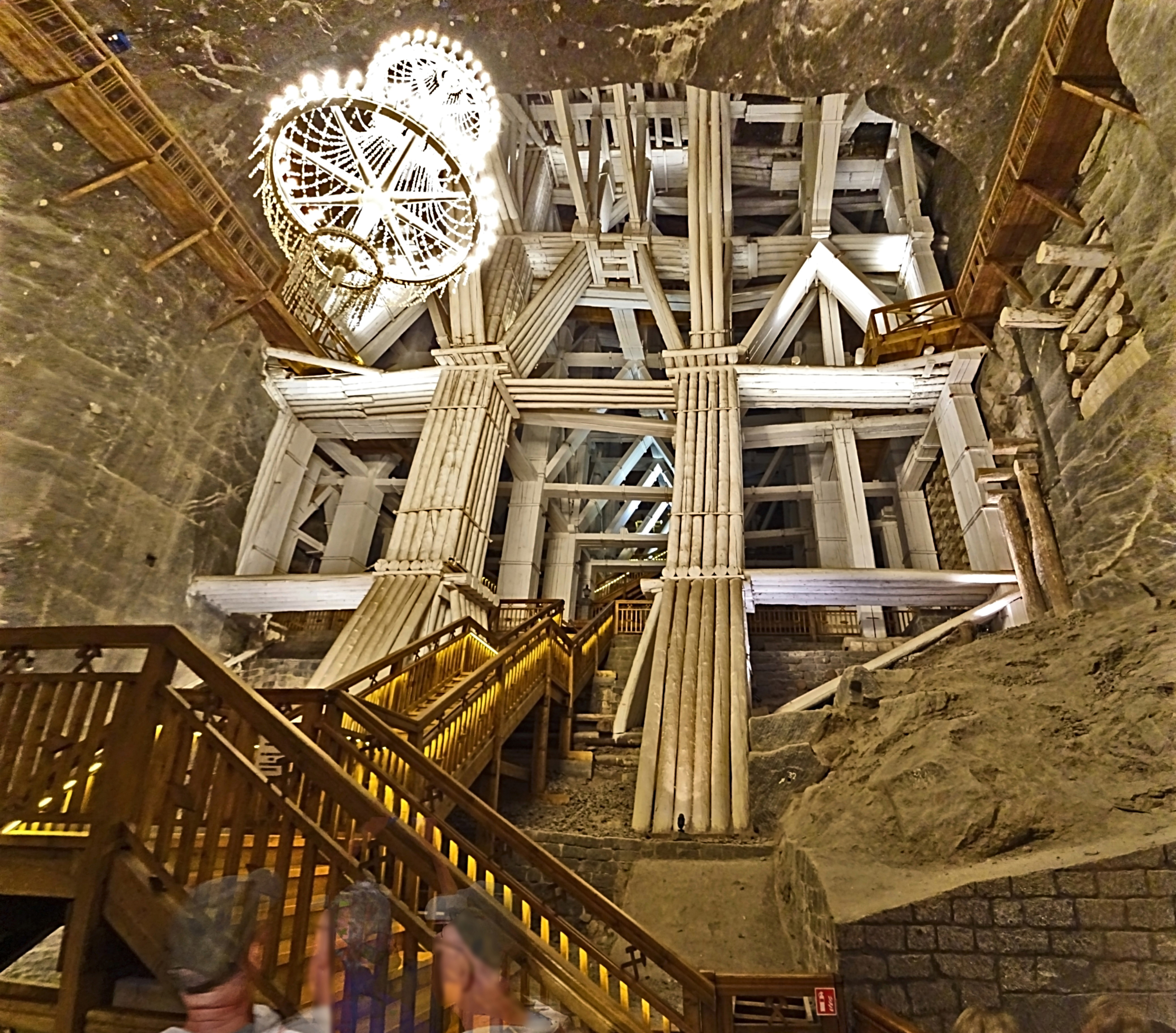
Holz-Stützwerk in der Michalowice-Kammer

Die Salzsiederei in der Gegend von Wieliczka ist sehr alt. Als die Salzquellen zur Mitte des 13. Jahrhunderts erschöpft waren, wurde unter Tage nach Salzsole gesucht und dabei die Steinsalzlagerstätte entdeckt.
Der Goryszowskischacht wurde etwa 1280 abgeteuft. Seit dem 15. Jahrhundert wurden Maschinen und seit dem 17. Jahrhundert Pferde im Bergwerk eingesetzt. Bis zum 18. Jahrhundert ging der Abbau nur im oberen Teil des Flözes, bis etwa in 60 m Teufe um, später wurden unter den alten Bauen vier weitere Sohlen angelegt, die bis in 340 m Teufe reichen.
Johann Gottfried Borlach erhielt 1718 den Auftrag vom Dresdner Hof, in Polen den reformbedürftigen Steinsalzbergbau neu zu organisieren – mit dem Erfolg, dass bald das Salzbergwerk Wieliczka und das in Bochnia (Salzberg) mit einem Überschuss von 350.000 Reichstalern genutzt werden konnten.
Vom 14. Jahrhundert bis 1772 waren die Salzbergwerke Wieliczka und Bochnia als Königliche Salinen vereinigt und somit das größte Bergbauunternehmen in Polen.
1368 erließ Kasimir der Große eine Bergordnung, die die Salzproduktion und den Salzhandel regelte. Die Verwaltung der Salinen oblag einem Salzgrafen, der seinen Sitz im Schloss Wieliczka hatte. Aus den Einnahmen des Salzhandels, der während seiner Blüte vom 14. bis ins 16. Jahrhundert ein Drittel der Staatseinnahmen erwirtschaftete, wurden unter anderem die Kosten für den Bau des Wawels, der Akademie und der Stadtbefestigungsanlagen in Krakau sowie der Heeressold bestritten.

## 20. Jahrhundert
1913 wurde die noch heute in Betrieb befindliche Salzsiederei erbaut. Nach 1918 wurde das Bergwerk Staatsbesitz der Republik Polen, die sich 1932 das staatliche Monopol auf Salz vorbehielt. Von August bis Oktober 1944 wurden jüdische KZ-Häftlinge von den Deutschen in den Salzminen zur harten Arbeit eingesetzt. Es erinnert keine Gedenktafel an diese jüdischen Menschen. 1965 wurde die Saline von Żupa Solna (Salzbergwerk) in Wieliczka umbenannt. 1976 wurde das Bergwerk in die Liste der nationalen Kulturdenkmäler Polens und 1978 in die UNESCO-Liste des Weltkultur- und Naturerbes aufgenommen.
1992 löste ein Wassereinbruch einen Tagebruch am Bahnhof und dem Kloster aus. Durch eine Rettungsaktion konnten das Bergwerk und das Kloster gesichert werden. 1993 wurde die Salzförderung eingestellt. Das Bergwerk dient seitdem ausschließlich dem Tourismus und als Sanatorium. Um einen Einsturz des Bergwerkes und der Stadt bei Wassereinbrüchen zu verhindern, wird das eindringende Wasser zu Tage gefördert und daraus Siedesalz gewonnen. Dadurch ist Wieliczka weiterhin ein wichtiger polnischer Salzproduzent.
1994 wurde das Salzbergwerk Denkmal der Geschichte der polnischen Nation und im Jahr 1989 in die Liste des gefährdeten Welterbes aufgenommen. 2013 erweiterte die UNESCO das Welterbe um das Salzgrafenschloss und das königliche Salzbergwerk in Bochnia, in dem bereits seit dem 13. Jahrhundert Steinsalz abgebaut wird.

## Tourismus
Neben den Abbaukammern gibt es eine Touristenroute bis in 130 Meter Teufe, einen Heilstollen zur Behandlung von Atemwegserkrankungen, und einige der Säle können für Feste im Bergwerk gemietet werden.
Die Feuchte der Atemluft der Besucher hat in vielen Jahrzehnten schwere Schäden an den Skulpturen hervorgerufen, unter anderem Verfärbungen und Deformierungen. Durch neue Bewetterungssysteme wurde mittlerweile in den Haupträumen eine ausreichende Entfeuchtung erreicht, um weitere Zerstörungen zu verhindern.

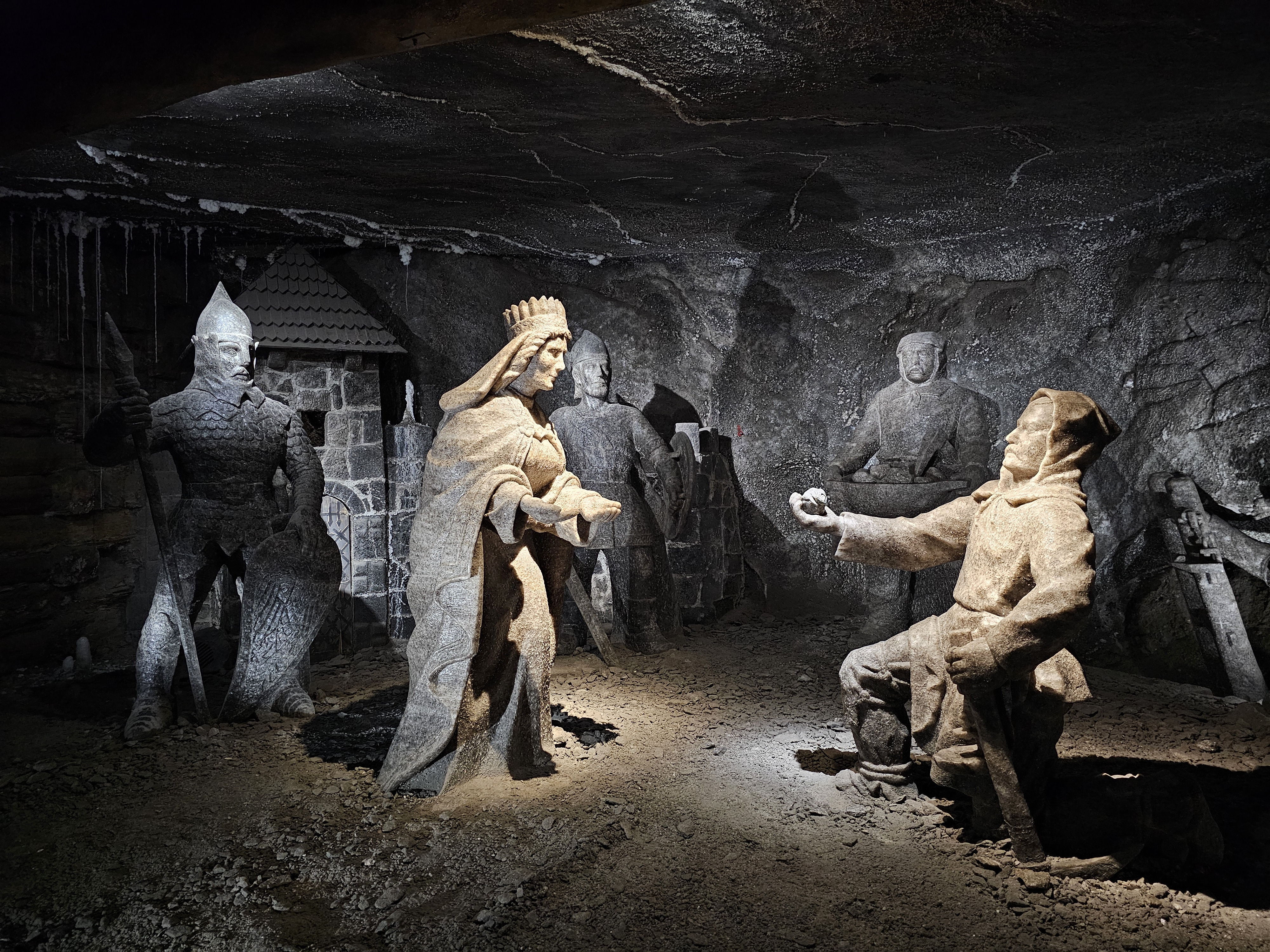
Salzskulptur „Kinga“ (links)
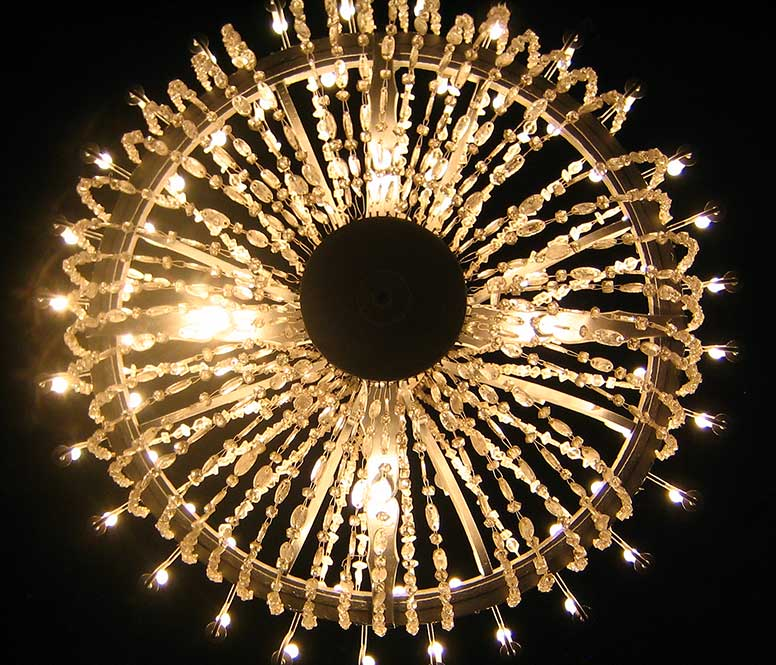
Kronleuchter aus Salz
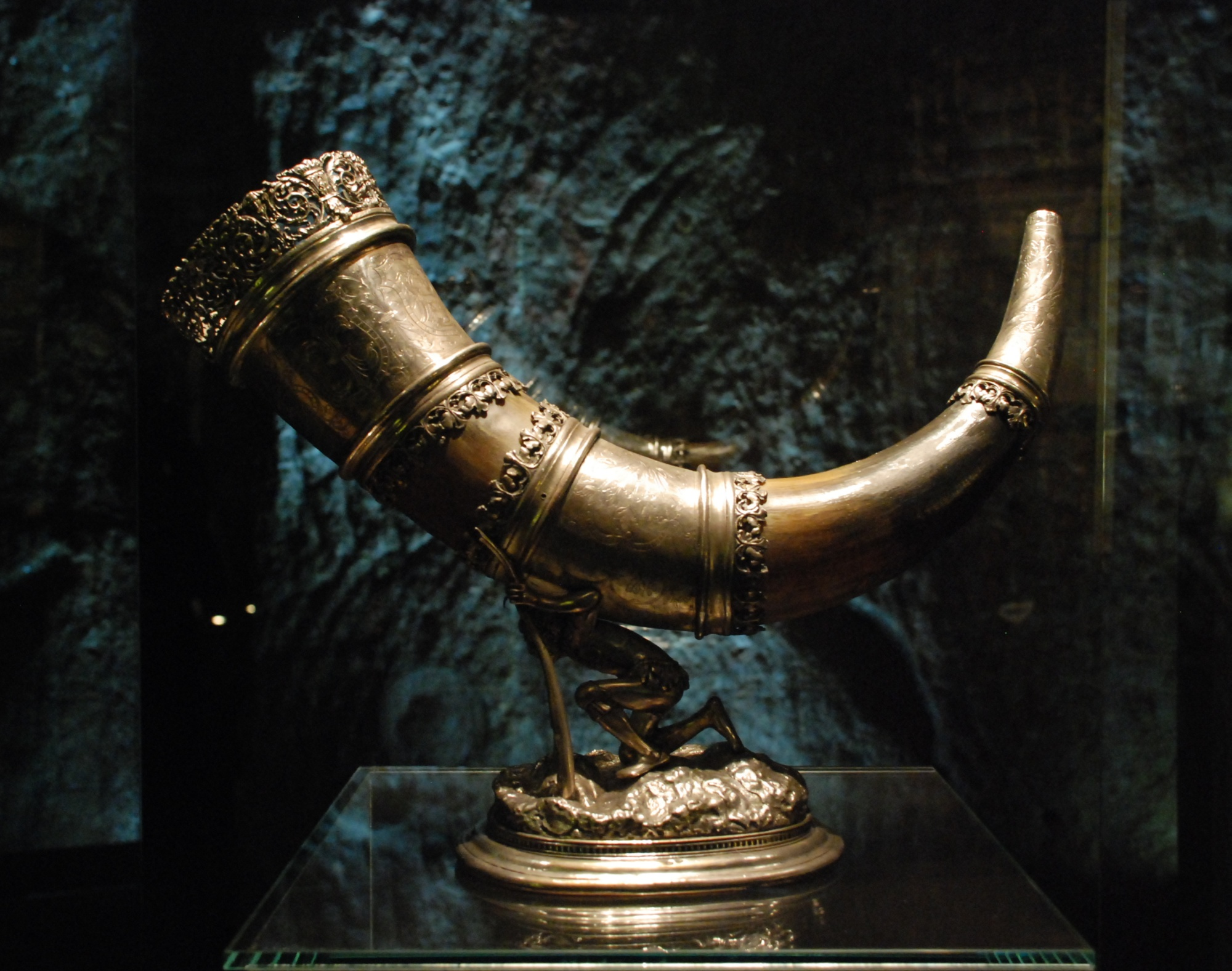
Horn der Salzknappen

## Sonstiges
Bekannt sind die Kupferstiche von Wilhelm Hondius aus Danzig von 1645 über Stadt und Bergwerk sowie von Johann Gottfried Borlach von 1719 und von Johannes Esaias Nilson (1760–1790) über den Bergwerksbetrieb.
Im Bergwerk wurden Teile des Films Sexmission gedreht.